# Michele Pontrandolfo

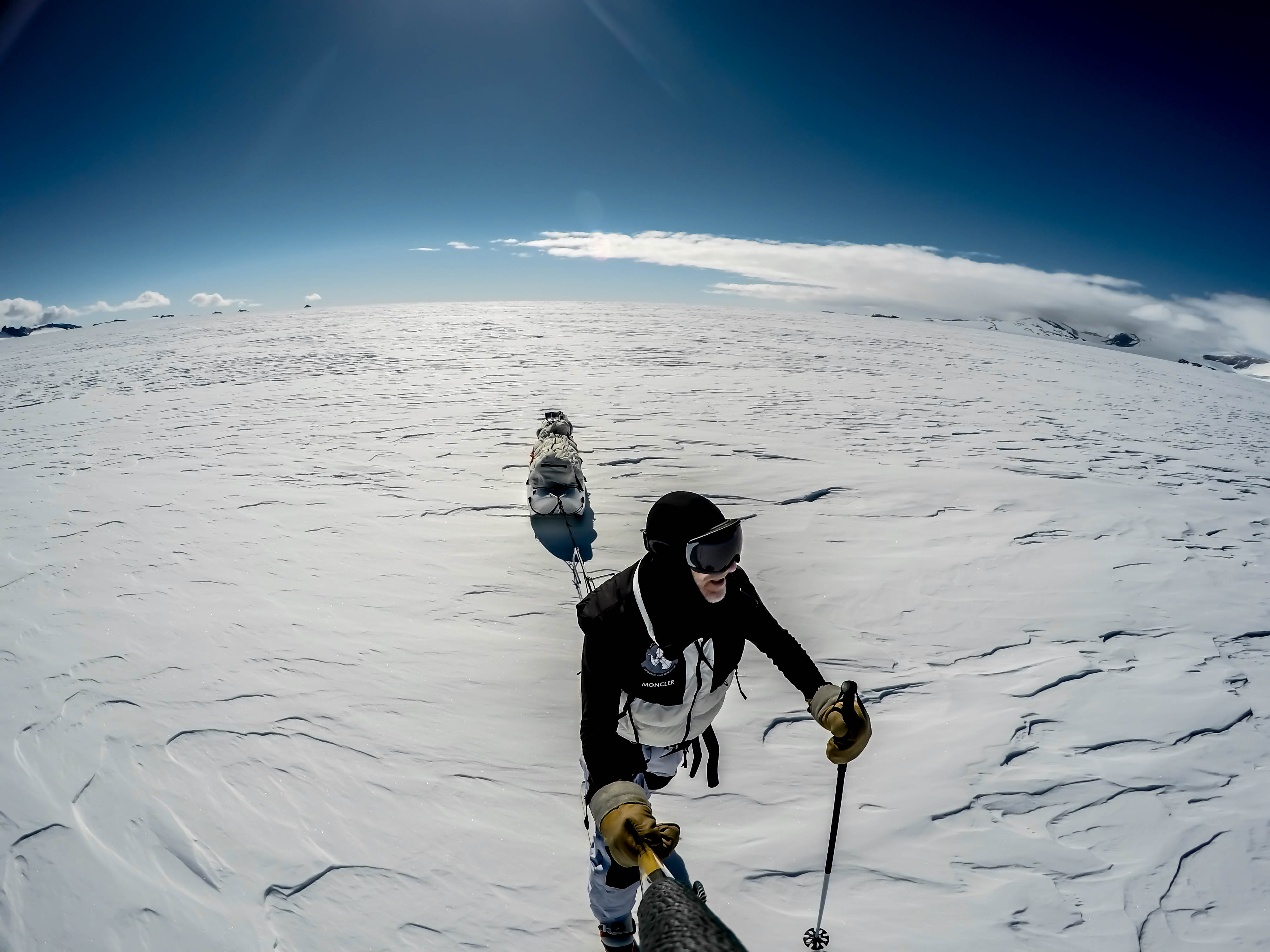
Michele Pontrandolfo

Michele Pontrandolfo (Pordenone, 8 novembre 1971) è un esploratore italiano.

## Biografia
Inizia a frequentare la montagna dall’età di 12 anni. Dopo le scuole dell’obbligo, prosegue l’iter scolastico studiando grafica pubblicitaria. Ha prestato servizio nell’Esercito Italiano per 5 anni. Nel 1994 acquisisce la licenza internazionale di paracadutismo sportivo effettuando più 400 lanci in caduta libera. Dal 1997 svolge assieme all'Unione Speleologica all’USP di Pordenone, un’intensa attività speleo nelle grotte della regione Friuli-Venezia Giulia.
Nel 1998 ha compiuto la prima scalata in solitaria sulla parete nord della Marmolada di punta Roca (via dei “Finanzieri”, denominata anche la “Meringa”, consistente in una parete di ghiaccio con uno sviluppo di circa 150/180 metri).
Dal 2000 ha iniziato la sua attività come esploratore polare, portando a termine 19 spedizioni polari. Ha raggiunto in solitaria il Polo nord geo magnetico nel 2006. Ha attraversato la Groenlandia nel 2000 da est a ovest, nel 2012 da sud a nord accompagnato dall'amico Marco Martinuzzi, ha effettuato quattro spedizioni nel ghiacciaio islandese Vatnajökull, compiendo una prima mondiale assoluta con 4 traversate in 4 punti differenti e nel 2009 partendo da Resolute, villaggio sittuato nell'arcipelago artico canadese, raggiunge il Polo Nord magnetico (riferimento coordinate 1996). Inoltre ha compiuto altre spedizioni in luoghi polari senza aiuti esterni, come la spedizione allo Hielos Continentales, alle isole Svalbard, all'isola Ellesmere.
Nell'anno 2015 e 2016 ha organizzato due traversate in Antartide partendo dalla stazione scientifica russa Novolazarevskaja, nel versante orientale. Il tentativo era di attraversare il continente per intero. Per cause climatiche si dovette arrendere.
Nel 2018 ritorna in Groenlandia assieme a 12 persone tra ricercatori e scienziati di varie nazioni. Utilizza una sonda GPR per registrare la fluenza dell'acqua e la profondità dei crepacci vicino alla zona di Kangerlussuaq, nella costa occidentale dell'isola.
Ha scritto due libri riguardanti le sue imprese: Stella in capo al mondo Editoriale Scienza (Giunti Editore) con Andrea Valente nel 2008 e Viaggio dentro al ghiaccio Biblioteca dell'Immagine, nel 2010.
Oltre all'esplorazione si dedica ad altre discipline praticabili in montagna, come: l'arrampicata sportiva, sci alpinismo e atletica.

## Spedizioni polari
- 2000 - Groenlandia, (Isortoq - Kangerlussuaq)
- 2003 - Vatnajökull, (nord/est - nord/ovest)
- 2004 - Polo nord geo magnetico, (dalla Groenlandia)
- 2005 - Vatnajökull, (sud/ovest - nord/est)
- 2006 - Polo nord geo magnetico, (dal Canada)
- 2007 - Svalbard
- 2008 - Ellesmere Island
- 2008 - Vatnajökull, (sud/ovest - sud/est)
- 2008 - Hielos Continentales
- 2009 - Polo nord magnetico, (riferimento coordinate 1996)
- 2010 - Polo nord geografico
- 2011 - Polo Nord geografico
- 2011 - Vatnajökull, (sud - nord/est)
- 2012 - Groenlandia da Narsarsuaq a Qaanaaq
- 2014 - Polo Nord geografico
- 2015 - Antartide 2015
- 2016 - Antartide 2016
- 2018 - Groenlandia 2018

### Groenlandia
Nel 2000 compie la sua prima spedizione polare senza rifornimenti intermedi e senza telefonia satellitare: 600 km in 32 giorni di percorso est-ovest (Isortoq – Kangerlussuaq) assieme a Giuliano De Marchi, Manrico Dell'Agnola e Antonella Giacomini.
Nel 2012 conquista un ulteriore record italiano compiendo la traversata italiana da sud a nord dell'isola ghiacciata più grande del mondo dopo l'Antartide, la Groenlandia. Accompagnato da Marco Martinuzzi, riescono a conquistare questo primato in quasi tre mesi di spedizione coprendo in totale 2315 chilometri. Il giorno 13 aprile del 2012 partono da Narsarsuaq, un piccolo villaggio situato nella costa sud della Groenlandia, e dopo 54 giorni raggiungono Qaanaaq nella costa nord occidentale. Record italiano durante la traversata di 364 chilometri in 24 ore con sci sci e lo snow-kite. Il record mondiale è di 595 chilometri fatti in 24 ore dall'americano Sebastian Copeland assieme al compagno canadese Eric McNair Landry.

### Vatnajökull (Islanda)
Nel 2003 traversata del ghiacciaio Vatnajökull (Islanda) senza rifornimenti intermedi e senza telefonia satellitare assieme a Giorgio Cozzarin. 200 km in 11 giorni, dalla valle del vulcano Snæfell a quella del Nyidalur, da nord-est a nord-ovest.
Nel 2005 effettua la seconda traversata in solitaria, prima italiana, da sud-ovest a nord-est durata 6 giorni per 170 km complessivi.
Nel 2008 terza traversata, da sud-ovest a sud-est, compiuta in 7 giorni per un totale di 150 km. L'impresa diviene un documentario dal titolo Islanda Solo prodotto da Francesca Fogar.
Nel 2011 porta a termine la sua quarta spedizione nel ghiacciaio, questa volta attraversandolo dal versante sud (Sidujokull) raggiungendo il vulcano Snæfell. La spedizione dura 9 giorni per un totale di 164 km di traversata.

### Polo Nord geomagnetico
Nel 2004 tenta la traversata da Qaanaaq (Groenlandia nord occidentale) al Polo Nord Geomagnetico (Canada nord orientale, nell'isola di Darling). L'impresa fallisce a causa delle temperature troppo calde per la stagione, aumentando la possibilità di scioglimento dei ghiacci.
Nel 2006 porta a termine la prima spedizione italiana in solitario nominata Over Ice 2006, raggiungendo il Polo Nord Geomagnetico partendo dall'isola di Bache (Nunavut). 74 giorni totali di spedizione con una temperatura minima di -54 °C.

### Svalbard
Nel 2007 compie l'esplorazione alle isole Svalbard, raggiungendo la prima casa di un colonizzatore Trapper: 100 km in 15 giorni di spedizione.

### Nunavut (Canada Artico)
Nel 2008 compie la spedizione nell'isola di Ellesmere (Arcipelago artico canadese) verso il Passaggio a nord-ovest, 30 giorni di spedizione.

### Hielo Continental Sur (Patagonia)
Nel 2008 tenta in solitaria la traversata del ghiacciaio Hielos Continentales (sud Patagonia). Purtroppo a seguito di un grave infortunio dopo 48 giorni di cammino Michele subisce una lussazione della caviglia ed un taglio profondo alla mano destra che non gli permette di continuare la spedizione e di arrivare all'obbiettivo finale.

### Polo Nord magnetico
Nel 2009 conclude la spedizione in solitaria al Polo nord magnetico, obiettivo mai raggiunto da nessun esploratore italiano prima. La traversata è durata 32 giorni per 600 km mentre la spedizione nel totale 77 giorni.

### Polo Nord
Nel 2010 Pontrandolfo tenta la spedizione al Polo Nord geografico in solitaria, partendo da Ward Hunt island. Rientra al villaggio di Resolute dopo 52 giorni di permanenza sull'Oceano Artico a causa di un principio di congelamento al piede destro.
Nel 2011 ritenta la traversata al Polo ma questa volta per cause avverse del clima tutte le spedizioni dirette al Polo Nord geografico vengono cancellate per una costante permanenza di bassa pressione a Cape Discovery durata ben 3 settimane.

## Libri
- Stella in capo al mondo, 2008, Editoriale Scienza[10] (Michele Pontrandolfo e Andrea Valente[11])
- Viaggio dentro il ghiaccio, 2009, Biblioteca dell'Immagine[12]